# Ahmad Šáh
Ahmad Šáh (persky احمد شاه قاجار‎ ; 21. ledna 1898 – 21. února 1930 Neuilly-sur-Seine, Francie) byl perský šáh z rodu Kádžárovců vládnoucí od 16. července 1909 do 31. října 1925. Jeho otcem byl šáh Muhammad Alí (1907–1909), dědem šáh Muzaffaruddín (1896–1907).
Šáhem byl Ahmad provolán za složité situace uprostřed perské revoluce, ve věku pouhých jedenácti let. Jeho otce Muhammada Alího perští nacionalisté po třídenních pouličních bojích donutili uprchnout na ruské velvyslanectví v Teheránu a poté jej sesadili. Mladý Ahmad politiku v prvních letech své vlády příliš neovlivňoval, potlačení radikálních proudů revoluce za něj vykonali jiní. Během světové války byla Persie navzdory vyhlášení neutrality zatažena do zápasu obou mocenských skupin, neboť její teritorium leželo ve strategické oblasti mezi Osmanskou říší (stojící na straně Ústředních mocností) a britskou Indií.
Ahmada Šáha zbavil moci plukovník kozácké brigády Rezá Chán, který v roce 1921 provedl státní převrat, o tři roky později vyhlásil záměr nastolit republiku, pro odpor šíitského kléru však nakonec převzal vládu sám a stal se zakladatelem nové dynastie Pahlaví. Ahmad žil po zbytek života ve Francii, aniž by sesazení svého rodu kdy uznal.

## Vyznamenání
- velkostuha Řádu Leopoldova – Belgie, 1914
- velkokříž Řádu čestné legie – Francie, 1914
- Řád Osmanie I. třídy – Osmanská říše, 1914
- velkokříž s řetězem Řádu Karla III. – Španělsko, 1914
- řetěz Řádu Muhammada Alího – Egyptské království, 1919
- rytíř Řádu zvěstování – Italské království
- rytíř Řádu svatého Ondřeje – Ruské impérium, 1914
- rytíř Řádu svatého Alexandra Něvského – Ruské impérium, 1914
- rytíř Řádu bílého orla – Ruské impérium, 1914
- rytíř I. třídy Řádu svatého Stanislava – Ruské impérium, 1914
- rytíř I. třídy Řádu svaté Anny – Ruské impérium, 1914
- Královský Viktoriin řetěz – Spojené království, 1919